# Axayácatl
Axayácatl è il nome generico con il quale si indicano alcune specie di Rincoti acquatici delle zone lacustri della Valle del Messico, di cui il principale è il Lago Texcoco. Questi insetti sono utilizzati nell'alimentazione umana fin dall'epoca precolombiana. L'utilizzo interessa sia le uova, chiamate ahuautle, o impropriamente caviale messicano, sia gli adulti e gli stadi giovanili (neanidi e ninfe).

## Identificazione tassonomica
Le specie denominate axayácatl appartengono tutte alla famiglia dei Corixidae e sono Corisella mercenaria SAY, Corisella texcocana JACZ, Krizousacorixa femorata GUÉRIN, Krizousacorixa azteca JACZ, Graptocorixa abdominalis SAY e Graptocorixa bimaculata GUÉRIN. Nei mercati sono conosciuti impropriamente anche con il nome di moscos para pájaros ("mosche per passeri"), ma in realtà non si tratta di mosche, bensì di cimici acquatiche, ovvero insetti dell'ordine Rhynchota sottordine Heteroptera.
Alcune fonti citano anche l'impiego alimentare della specie Notonecta unifasciata GUERIN (Rhynchota: Notonectidae), di cui si utilizzano sia le uova sia gli insetti, e della specie Corisella edulis JACZ (Rhynchota: Corixidae), di cui si utilizzano soltanto gli insetti. Non è sufficientemente accertato, tuttavia, che queste due ultime specie rientrino nella denominazione comune di axayácatl.
Secondo De Foliart l'ahuautle è ottenuto dalle uova di quattro specie di Corissidi (Corisella mercenaria, Corisella texcocana, Krizousacorixa azteca, Krizousacorixa femorata) e della Notonetta (Notonecta unifasciata).

## Habitat e allevamento
Questi insetti costituivano popolazioni di grande entità nei laghi salati del Messico e sono stati per secoli oggetto di veri e propri allevamenti acquatici da parte dell'Uomo: per l'allevamento si legano fasci di erbe, raccolte lungo le sponde, e distribuiti con le canoe nel lago, dopo averli zavorrati con pietre. Tali fasci costituiscono le esche su cui depongono le uova i Corissidi. Dopo circa tre settimane, i fasci vengono recuperati, portati a riva e stesi ad essiccare al sole. Ad essiccazione avvenuta si procede allo scuotimento dei fasci, facendo cadere le uova. Gli insetti sono invece pescati con reti.
Questa attività ha il pregio di avere costi bassissimi ma, al tempo stesso, garantisce lauti introiti per via della forte domanda. Sia la raccolta degli insetti sia la produzione del "caviale" hanno però subito una drastica contrazione a causa del prosciugamento o dell'inquinamento dei laghi e della forte antropizzazione del territorio, specie presso l'area metropolitana di Città del Messico, al punto che la sopravvivenza stessa dei Corissidi è ritenuta minacciata.

## Uso gastronomico
L'axayácatl è commestibile sia come insetto sia come uovo, in entrambi i casi consumati dopo averli cucinati arrosto. L'utilizzo degli insetti a scopo alimentare, tuttavia, è considerato un ripiego poco raffinato, mentre la vera e propria leccornia è rappresentata dall'ahuautle.
Entrambi gli alimenti hanno un elevato valore proteico, con tenori in proteina digeribile del 61,96% (insetti) e del 63,88% (uova).
Le cronache dei Conquistadores narrano che gli insetti e il caviale erano usati come offerta per la divinità Xiuhtecuhtli. Si narra anche che quotidianamente i corrieri trasportavano il prodotto dal Lago Texcoco a Tenochtitlán, in modo che l'imperatore Montezuma potesse consumarlo per colazione. Gli Spagnoli impararono ad apprezzare questo alimento consumandolo il venerdì, giorno in cui la religione cattolica proibiva l'assunzione della carne.
Attualmente l'axayácatl si consuma arrosto; il "caviale" si suole impiegarlo in frittelle impanate con le uova e fritte oppure in piatti tipici locali chiamati rispettivamente tamal e mixiote. Il maggior consumo si ha durante la Quaresima e nella vigilia di Natale.

## Altri usi
Le uova dei Corissidi sono sfruttate anche per l'esportazione in Europa, dove sono utilizzate come mangime per uccelli, tartarughe e pesci.